# Schirmlade
Als Schirmlade wird der Tresor einer Gemeinde oder der Vormundschaftsbehörde bezeichnet. Der Begriff ist wenig bekannt und wird am ehesten noch in der Schweiz verwendet, insbesondere im Zusammenhang mit der Hinterlegung von Mündelvermögen; vgl. § 65 EG ZGB ZH: „Das Kindesvermögen ist wenn nötig zur Sicherstellung der Versorgungskosten in die Schirmlade zu legen.“ In früheren Zeiten wurden diese Vermögen in einer speziellen Truhe aufbewahrt, die durch mehrere Schlösser gesichert war. Die Schirmlade konnte nur geöffnet werden, wenn alle zuständigen Personen mit ihrem Schlüssel zugegen waren.
Literarisch findet sich der Begriff Schirmlade in Der grüne Heinrich von Gottfried Keller, Dritter Teil, 9. Kapitel Das Pergamentlein: 

„Die Schirmlade, in welcher die Wertschriften der unter Vormundschaft Stehenden aufbewahrt wurden, befand sich anderer Geschäfte wegen bereits zur Stelle, und die Behörde erklärte, es sei am besten, das Stück jetzt gleich herauszunehmen; so sei man dieser Angelegenheit hoffentlich für immer enthoben.

Der hölzerne, mit drei Schlössern versehene Kasten wurde auf den Tisch gestellt und geöffnet, indem der Vorsitzende, der Säckelmeister und der Schreiber jeder einen Schlüssel aus der Tasche zog, in das entsprechende Loch steckte und bedächtig umdrehte.“

Die Schirmlade wird in der Schweiz in den kantonalen Einführungsgesetzen zum Zivilgesetzbuch geregelt, in Zürich z. B. in § 102 ff. EG ZGB ZH: „Jede Vormundschaftsbehörde sorgt, unter der Oberaufsicht des Bezirksrates, für eine taugliche Schirmlade. Die Schirmlade soll in einem sichern, feuerfesten Gewölbe oder feuersichern Schrank untergebracht und wenigstens mit zwei Schlössern versehen sein. Die zwei Schlüssel sollen in der Hand von zwei Mitgliedern oder von einem Mitglied und dem Schreiber der Vormundschaftsbehörde liegen. Bei der Öffnung der Schirmlade haben zwei Schlüsselinhaber mitzuwirken, und es ist über die Eingänge und Ausgänge gleichzeitig ein Protokoll zu führen.“